# Juan Francisco Decoud
Juan Francisco Decoud Berzategui (13 de mayo de 1813-12 de abril de 1897) fue un político y militar paraguayo. Es conocido por haber sido un alto oficial de la Legión Paraguaya durante las primeras fases de la Guerra de la Triple Alianza. Tuvo también un importante papel como comerciante en la cuenca del Plata durante el siglo XIX.

## Biografía

### Primeros años de vida
Decoud nació en 1813, hijo de Juan Francisco Decoud de los Santos, un comerciante de ascendencia italiana y portuguesa, y María Faustina Berazategui; ambos habían sido miembros de la élite colonial y conservaron el poder económico después de la independencia en 1811.
Juan Francisco se educó en Paraguay, y desde 1831 en adelante estuvo al frente de los negocios de su familia, ante la muerte de su padre. Las tensiones con el régimen aislacionista de José Gaspar Rodríguez de Francia siempre fueron altas y, a finales de la década de 1830, él y otros hacendados ricos sobrevivieron escondiéndose en sus propiedades en el interior. Aunque tuvo algunas tensiones con el gobierno constitucional de Carlos Antonio López que le siguió, éstas tardaron en salir a la superficie. Él y algunos socios comerciales tenían importantes intereses comerciales que conectaban a Paraguay con Argentina, lo que significaba que tenía importantes relaciones con el gobierno, ya que este controlaba el comercio exterior de los bienes más importantes del país.
En la década de 1850 fue nombrado Cónsul General en Brasil, y en 1857 juez de paz para el distrito de Encarnación (actual Departamento de Itapúa), fronterizo con Brasil y donde su familia había mantenido durante mucho tiempo intereses comerciales. Una prueba de su estrecha relación con el gobierno fue el hecho de que su hijo Héctor Francisco (n. 1855) tuvo como padrino a Francisco Solano López, hijo del presidente Carlos Antonio López.
Todo esto terminó abruptamente después del asunto Canstatt de 1859, cuando Santiago Canstatt, un súbdito británico nacido en Uruguay, fue arrestado en Asunción acusado de conspiración. Aunque finalmente Canstatt fue liberado bajo presión diplomática británica, algunos de sus cómplices paraguayos no lo fueron y, en particular, los hermanos de Juan Francisco, Gregorio y Teodoro, fueron ejecutados. Poco después (ya sea en 1859 o 1860), Juan Francisco y su familia se mudaron a Buenos Aires, donde encontraron un hogar acogedor entre los numerosos exiliados paraguayos allí.

### Guerra de la Triple Alianza
A finales de la década de 1850 y principios de la de 1860, la comunidad paraguaya relativamente grande en Buenos Aires tenía sus propios medios de comunicación y con frecuencia llamaba a la guerra contra el régimen de López, por diversas razones. Cuando en 1864 estalló la guerra entre Paraguay y Brasil, esta comunidad pronto comenzó a organizarse para luchar, formando la todavía controvertida Legión Paraguaya. Juan Francisco, siendo un miembro importante entre los exiliados, fue nombrado su vicecomandante. Sin embargo, desacuerdos entre él y el comandante de la unidad, Fernando Iturburu, pronto llevaron a su renuncia a la Legión, y posteriormente se unió al Ejército Argentino, sirviendo como ayudante de campo del presidente Bartolomé Mitre.
Se le atribuye un papel importante al convencer a Antonio de la Cruz Estigarribia de que entregara su fuerza (que incluía a buena parte del Ejército Paraguayo de preguerra) durante el Sitio de Uruguaiana.

### Décadas posguerra
A medida que la política paraguaya de la posguerra comenzó a consolidarse, él y sus hijos José Segundo y Juan José, junto con Facundo Machaín y otros, formaron un poderoso bloque político, formalmente llamado Club del Pueblo. Aunque esta asociación no duró mucho, Juan Francisco fue en virtud de su poder político nombrado Jefe de la Policía de Asunción y ascendido al grado de Coronel del Ejército Paraguayo. Su período como Jefe de Policía terminó cuando Facundo Machaín fue derrocado de la presidencia.
También es de destacar que fue gracias a su dinero que se creó La Regeneración, el primer periódico privado de Paraguay, en octubre de 1869.
Juan Francisco y sus hijos estuvieron involucrados en algunas de las rebeliones ocurridas contra el gobierno de Salvador Jovellanos entre 1872 y 1873; en 1873 fue hecho prisionero cerca de Paraguarí por fuerzas gubernamentales. Después de esto, dejó más o menos de participar activamente en la política nacional y volvió a centrar su atención en sus empresas comerciales. Murió de influenza en abril de 1897.

### Citas
1. 1 2 3 4 5 6 7 8 9  Armadans, 2020.
2. ↑  Prado, 2022, pp. 28.
3. ↑  Aguinaga, 1959.
4. ↑  Cooney, 2004, p. 31-32.
5. ↑  Decoud, 1925, p. 345.
6. ↑  Segatto, 2013, p. 34.